# Emil Bønnelycke
Emil Bønnelycke (døbt Emil Christian Theodor Bønnelycke) (21. marts 1893 i Århus – 27. november 1953 i Halmstad, Sverige, begravet på Vestre Kirkegård) var en dansk digter. Efter at have arbejdet som kontorist, stilladsarbejder og murerarbejdsmand ernærede han sig fra 1919 udelukkende som forfatter. Han debuterede i 1917 med digtsamlingen Ild og Ungdom.
Bønnelycke er især kendt for digtet "Aarhundredet" fra 1918. Dette er måske hans mest kendte, futuristiske digt ud af mange. Men også kendt for at have affyret en revolver med løse skud i forbindelse med oplæsningen af et hyldestdigt til Rosa Luxemburg i Politikens Hus den 4. februar 1919..
Gift i Frederiksberg Kirke 4. maj 1920 med Eddy Julie Margrethe Eskildsen (f. 15. aug. 1903), sammen fik de 3 børn:
1. Eskild Olaf Kristian Bønnelycke, f. 16 nov. 1922, København, d. 27 aug. 1967, Santa Clara County, California, USA
2. Jarl Erik Bønnelycke,   f. 31 jul. 1924, Gilleleje
3. Byrg Emil Bønnelycke,   f. 19 jun. 1927, Frederiksberg

Var fra 1943 og frem til sin død bosat i Sverige.

## Værker
- 1917 Ild og ungdom
- 1918 Asfaltens Sange (inkl. Aarhundredet)

Asfaltens Sange er skrevet som en hyldest til den moderne verdens storby. Storbyen er for Bønnelycke et sted med fart og tempo, muligheder og kaos. Men samtidig også et sted for rationalitet, underforstået videnskab, industri, planlagte togtider osv. Disse begreber udgør tilsammen det som Bønnelycke i prosadigtet Aarhundredet kalder ”Epokernes store Selvmodsigelsestid".
- 1918 Taarer
- 1918 Festerne
- 1919 Spartanerne
- 1919 Buer og Staal
- 1920 Gadens Legende
- 1921 Guldæblerne
- 1925 Ny Ungdom
- 1925 Hymnerne
- 1927 Københavnske Poesier
- 1933 Lokomotivet
- 1938 Margrethe Menkel
- 1939 Lovsang til Døden

## Hæder
- Carl Møller Legat, 1922
- Emma Bærentzens Legat, 1925
- Drachmannlegatet, 1936

## Reference
1. ↑  "Kronik". Arkiveret fra originalen 11. oktober 2009. Hentet 16. april 2008.
2. ↑  "Asfaltens Sange på litteratursiden". Arkiveret fra originalen 1. september 2016. Hentet 2012-07-24.
3. ↑  Larsen, Poul Steen (2011): Asfaltens sange - en anatomisk studie (i: Vore yndlingsbøger III. 
Dansk Bibliofil-Klub, s. 12-13.)